# Saturn I
För andra betydelser, se Saturn.
Saturn I var den första raketen i den amerikanska Saturn-serien. Till skillnad från tidigare raketprogram var serien endast avsedd för rymdutforskning. Tidigare raketer som använts i det amerikanska rymdprogrammet var modifierade militära raketer.
Under en tid fanns det planer på att använda raketen för att skjuta upp USA:s flygvapens X-20 Dyna-Soar. Det fanns även planer på att använda raketen för att skjuta upp bemannade Gemini-farkoster mot månen.

## Konstruktion
Saturn I flögs endast som tvåstegsraket, även om en trestegsversion fanns planerad.

## S-I
Första raketsteget bestod av flera sammansatta första steg från redan beprövade raketer. Åtta bränsletankar från PGM-11 Redstone-raketens första steg, monterades runt en bränsletank från en PGM-19 Jupiter-rakets första steg. I botten på raketsteget satt fyra fasta och fyra styrbara H-1 raketmotorer.

## S-IV
Raketens andra steg bestod av två bränsletankar monterade på varandra. Steget drevs av sex RL10-raketmotorer. Genom att montera samman stegets båda bränsletankar och på så sätt endast behöva en gemensam skiljeväg mellan tankarna, sparade man ungefär 20% av stegets tomvikt. Detta gjorde också att stegets totala höjd kunde reduceras.

## Saturn I flygningar

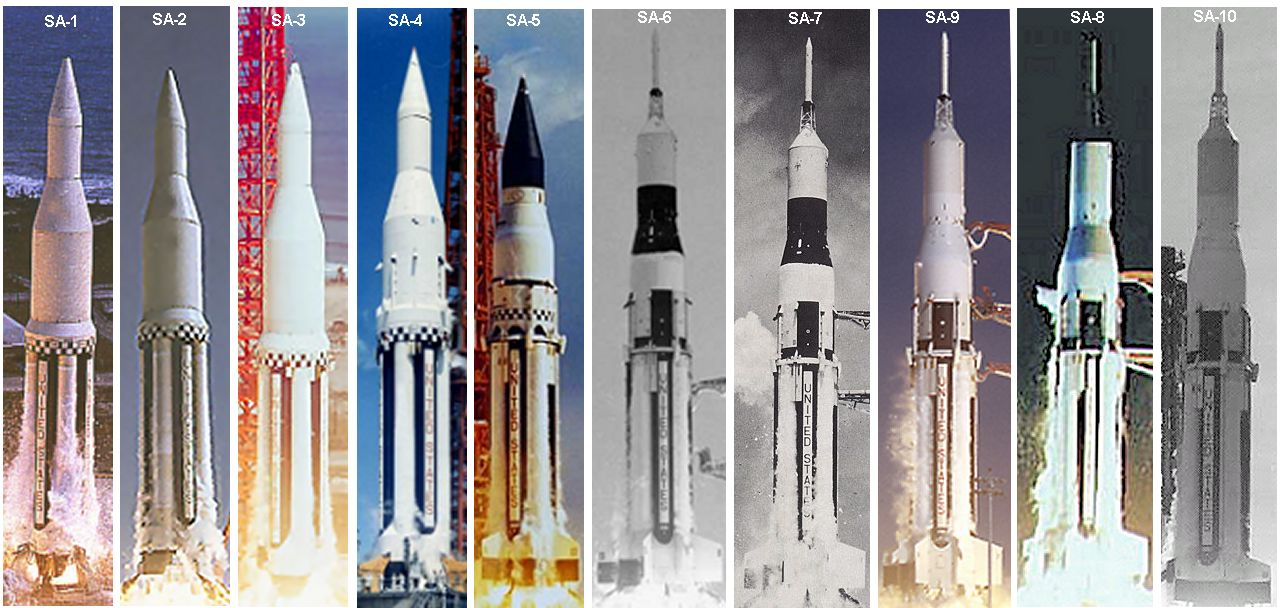
Saturn I flygningar

| Nr    | Flygning | Uppskjutning      | Notering |
| ----- | -------- | ----------------- | --- |
| SA-1  | SA-1     | 27 oktober 1961   | Första testflygningen. Kastbana. Nåde en höjd av 136,5 km.                                                            |
| SA-2  | SA-2     | 25 april 1962     | Andra testflygningen. Kastbana. Nåde en höjd av 145 km, där 86 m3 vatten släpptes ut, som en del av ett experiment.   |
| SA-3  | SA-3     | 16 november 1962  | Tredje testflygningen. Kastbana. Nåde en höjd av 167 km, där 86 m3 vatten släpptes ut, som en del av ett experiment.  |
| SA-4  | SA-4     | 28 mars 1963      | Fjärde testflygningen. Kastbana. Nåde en höjd av 129 km.                                                              |
| SA-5  | SA-5     | 29 januari 1964   | Första flygningen med ett aktivt S-IV andra steg. Första gången raketen gick in i omloppsbanan runt jorden.           |
| SA-6  | AS-101   | 28 maj 1964       | Första flygningen av en modell av Apollos kommandomodul.                                                              |
| SA-7  | AS-102   | 18 september 1964 | Andra flygningen av en modell av Apollos kommandomodul.                                                               |
| SA-9  | AS-103   | 16 februari 1965  | Tredje flygningen av en modell av Apollos kommandomodul. På toppen av raketens andra steg fanns Pegasus 1-satelliten. |
| SA-8  | AS-104   | 25 maj 1965       | Fjärde flygningen av en modell av Apollos kommandomodul. På toppen av raketens andra steg fanns Pegasus 2-satelliten. |
| SA-10 | AS-105   | 30 juli 1965      | Femte flygningen av en modell av Apollos kommandomodul. På toppen av raketens andra steg fanns Pegasus 3-satelliten.  |